# 井山裕太
井山裕太（日语：／ Iyama Yūta，1989年5月24日—），出身於日本大阪府東大阪市，職業圍棋選手，隸屬日本棋院关西总本部，师从石井邦生九段。為日本圍棋史上最年輕獲得九段（20歲4個月）並且最快獲得九段的棋士。
於2016年成為日本圍棋史上第一位同時擁有七大頭銜的七冠王，也是史上第一位同時擁有六大頭銜的棋士。
于2017年再次达成七冠，并成为史上第一位单年度内包揽全部头衔的棋士，並以此成績，與將棋界的羽生善治（達成將棋七大名譽頭銜）獲頒「國民榮譽賞」。
另外是繼趙治勳、張栩之後，第三位擁有大滿貫（七大頭銜均獲得過）的棋士；也是繼趙治勳之後，第二位同時擁有三大冠（棋圣、名人、本因坊）的棋士。
2018年12月19日守卫天元头衔后，超越趙治勳成为史上获得七大头衔最多的棋士（当时43个）
2019年获得名誉天元后，成为史上第一位拥有四个名誉头衔的棋士。
2024年获得名誉王座后，成为史上第一位拥有五个名誉头衔的棋士。
因有5連霸的紀錄，已獲得在退休或滿六十歲後使用名誉棋圣、名譽天元、名譽碁聖等頭銜的資格。因累积十冠，获得名誉王座称号。
因曾在本因坊戰11連霸，满足9连霸的要求，可直接使用「第二十六世本因坊」的稱號，無需退休或年满六十岁，其本因坊雅號為「文裕」。

## 簡歷
5歲開始學棋，6歲時出演節目「ミニ碁一番勝負」，連勝五人，被擔任比賽解說者的石井邦生九段相中而成為其弟子。
1997年、1998年連續獲得少年少女圍棋大會全國大會優勝，並於1998年10月進入日本棋院關西總本部成為院生。2001年通過職業棋士考試，成為職業棋士，2002年12歲剛升上國一之際時入段，同年升二段。
2005年起，獲得阿含桐山杯優勝，以16歲又四個月成為史上最年輕獲得該冠軍的棋士，並因此直接從四段升為七段。2007年再次以17歲又10個月成為最年輕進入棋聖戰最終決賽的棋士，同年亦獲得第32期新人王優勝、進入名人戰最終決賽、天元戰挑戦者決定戰。2008年，先後進入十段戰最終決賽、王座戰挑戦者決定戰，並成為名人挑戰者，也因此晉升八段。
2009年，在名人戰中挑戰張栩成功，獲得名人頭銜，成為史上最年輕獲得七大頭銜的棋士，並以20歲4個月的年齡創下最年輕名人的記錄，同時因此晉升九段。
2011年開始，先後取得十段、天元、本因坊、碁聖、王座之頭銜，成為繼張栩後，第二位同時擁有五項頭銜的棋士。
2012年5月24日，與職業將棋棋士室田伊緒結婚，兩人同樣出生於1989年5月24日，因此兩人在共同的出生日登記結婚，並於12月23日舉行婚禮。（2015年底離婚）
2013年3月14日，擊敗張栩，取得棋聖頭銜，成為日本圍棋史上第一位同時擁有六項頭銜的棋士。也是繼趙治勳、張栩之後，第三位擁有大滿貫（七大頭銜均獲得過至少一次）的棋士。不過此一狀態只維持了短短43天，4月26日就因為十段頭銜保衛戰的失利而結束同時擁有六項頭銜的記錄；之後於同年10月17日於名人頭銜戰挑戰山下敬吾成功，再次同時擁有六項頭銜，並成為趙治勳之後，第二位同時擁有三大冠（棋聖、名人、本因坊）的棋士。
2014年12月3日勝朴廷桓，2015年3月3日勝羋昱廷使日本隊時隔三屆後重返農心杯決賽階段。
2015年11月19日，三連勝擊敗村川大介，取得王座頭銜，再度成為集棋聖、本因坊、名人、碁聖、王座於一身的五冠王。同年11月25日，以三連勝擊敗高尾紳路，重奪失落一屆的天元頭銜，再次同時取得六項頭銜成為六冠王。
同年12月25日，於第十七屆阿含桐山杯中日冠軍對抗賽獲勝，打破該比賽自第五屆起一直為中國棋士壟斷的局面。
2016年4月20日，於十段挑戰伊田篤史成功，成為日本圍棋史上第一位同時擁有七項頭銜的七冠王（年齡：26歲又10個月，入段：14年又5個月）。同年6月30日勝高尾紳路獲得第二十六世本因坊稱號。同年7月28日勝村川大介獲得名譽碁聖稱號。同年9月9日於本因坊就位式發表稱號為二十六世本因坊文裕。年底，名人戰敗於高尾之手，痛失名人位。
2017年2月21日，於第18届农心杯不敵韩国队主将朴廷桓九段，令到日本隊率先出局。
2017年3月10日勝河野臨獲得名譽棋聖稱號。3月24日，參加由日中韓高手與機器的對決的「世界围棋冠军锦标赛」，結果連續不敵韓國朴廷桓九段、中國羋昱廷九段、电脑围棋程序DeepZenGo，敬陪末座。
2017年5月31日，在第22屆LG杯擊敗周睿羊九段，進入八強。
2017年6月16日，以4-0的比分擊敗本木克彌，达成本因坊六連霸。
2017年7月25日，在第42期碁圣战击败山下敬吾九段，达成六连霸。七大战冠军总数达到35个，追平小林光一的七大战冠军数，排名历史第二位，仅次于七大战42冠的赵治勋
2017年7月28日，在第42期名人战循环圈击败村川大介，循环圈7战全胜，提前获得名人战挑战权（8月战胜余正麒，循环圈8战全胜）。10月17日于第42期名人战决赛第5局中盘胜高尾绅路，在先失一盘的情况下，4-1挑战成功，从而第二次实现七冠制霸。
2017年11月13日，在第22届LG杯击败杨鼎新，进入4强，为日本棋手时隔6年再度进入世界大赛四强。（上一次进入世界大赛四强的日本棋手也为井山裕太，比赛为2011年8月的第24届富士通杯。）2017年11月15日，在LG杯中再胜柯洁，进入决赛，从而成为近10年日本第一位打入世界大赛决赛的棋士。（上一位代表日本棋院打入世界大赛的棋士，为2007年1月第三届丰田杯的张栩。）11月20日与11月24日，分别在第65期王座战与第43期天元战击败一力辽，两者均以3-0的比分卫冕成功，在2017年内包揽了全部七大头衔战冠军，成为历史第一位单一自然年内包揽全部七大头衔战冠军的围棋棋士，並以此成就與將棋界的羽生善治共同獲得日本國民榮譽賞。
2018年2月5、7、8三日，在東京日本棋院舉行第廿二屆LG盃世界棋王戰三番棋，井山七冠最終以1：2謝爾豪五段，無緣冠軍。
2018年8月3日，在第43期碁聖戰中以總比分0:3不敵挑戰者許家元七段，丟掉碁聖頭銜，從七冠降為六冠。
2018年11月3日，在第43期名人戰中以總比分3:4不敵挑戰者張栩九段，丟掉名人頭銜，從六冠降為五冠。
2018年12月19日，在第44期天元戰中以總比分3:2擊敗挑戰者山下敬吾九段，衛冕天元頭銜，超越趙治勳成为史上獲得七大頭銜最多次棋士（43次）。
2019年4月19日，在第57期十段戰中以總比分1:3不敵挑戰者村川大介八段，丟掉十段頭銜，從五冠降為四冠。
2019年11月29日，在第67期王座戰中以總比分1:3不敵挑戰者芝野虎丸九段，丟掉王座頭銜，錯失五連霸獲得名譽王座的機會，從四冠降為三冠。
2019年12月18日，在第45期天元戰中以總比分3:2擊敗挑戰者許家元八段，衛冕天元頭銜，因五連霸獲得名譽天元稱號，成功保持三冠。
2020年3月6日，在第44期棋聖戰中以總比分4:2擊敗挑戰者河野臨九段，衛冕棋聖頭銜，八連霸追平小林光一名譽棋聖最長連霸紀錄。
2020年7月9日，在第75期本因坊戰中以總比分4:1擊敗挑戰者芝野虎丸名人，衛冕本因坊頭銜，九連霸。
2020年10月14日，在第45期名人戰中以總比分4:1擊敗衛冕者芝野虎丸名人，時隔3年再次獲得名人頭銜，從三冠增為四冠，第3度包攬大三冠，為史上第1人。
2020年12月16日，在第46期天元戰中以總比分2:3不敵挑戰者一力遼碁聖，丟掉天元頭銜，從四冠降為三冠。
2021年3月5日，在第45期棋聖戰中以總比分4:1擊敗挑戰者河野臨九段，衛冕棋聖頭銜，九連霸刷新小林光一棋聖最長連霸紀錄。
2021年7月7日，在第76期本因坊戰中以總比分4:3擊敗挑戰者芝野虎丸王座，衛冕本因坊頭銜，十連霸追平趙治勳本因坊最長連霸紀錄。
2021年8月29日，在第46期碁聖戰中以總比分3:2擊敗衛冕者一力遼天元碁聖，重獲碁聖頭銜。
2021年11月5日，在第46期名人戰中以總比分4:3擊敗挑戰者一力遼天元，衛冕名人頭銜。
2021年12月9日，在第69期王座戰中以總比分3:2擊敗衛冕者芝野虎丸王座，重獲王座頭銜。
2022年3月18日，在第46期棋聖戰中以總比分3:4不敵挑戰者一力遼九段，丟掉棋聖頭銜，從五冠降為四冠。
2022年6月12日，在第77期本因坊戰中以總比分4:0擊敗挑戰者一力遼棋聖，衛冕本因坊頭銜，十一連霸刷新趙治勳本因坊最長連霸紀錄。
2022年7月27日，在第47期碁聖戰中以總比分3:0擊敗挑戰者一力遼棋聖，衛冕碁聖頭銜。
2023年7月20日，在改制前最后一期本因坊战中以总比分3：4不敌挑战者一力辽棋圣，结束本因坊头衔11连霸，降为二冠。
2023年7月28日，在第48期碁聖戰中以總比分3:0擊敗挑戰者一力遼棋聖，衛冕碁聖頭銜。
2023年12月8日，在第71期王座戰中以總比分3:2擊敗挑戰者余正麒八段，衛冕王座頭銜。
2024年4月30日，在第62期十段戰中以總比分3:2擊敗衛冕者芝野虎丸十段，重獲十段頭銜。回到三冠。
2024年7月19日，在第49期碁聖戰中以總比分3:0擊敗挑戰者芝野虎丸名人，衛冕碁聖頭銜。碁聖累積十冠。
2024年12月6日，在第72期王座戰中以總比分3:1擊敗挑戰者芝野虎丸名人，衛冕王座頭銜。因累积获得十冠，成为加藤正夫之后第二位名誉王座。

## 升段過程
- 1998年 - 院生
- 2002年 - 入段，同年升二段
- 2003年 - 三段
- 2005年 - 四段（因獎金排名升段），同年升七段（因獲阿含桐山杯冠軍直升）
- 2008年 - 八段（因成為名人戰挑戰者直升）
- 2009年 - 九段（因獲名人頭銜直升）

## 主要成绩
- 2005年成为日本最年輕的公式戰冠軍（阿含桐山杯），打破了由趙治勳九段保持的十七歲奪冠的記錄。
- U20中野杯三连冠：第2、3、4届。
- 2007年第32期新人王战冠军。4月以17歲10個月打入棋聖战循環圈，為史上最年少記録。
- 2008年成为史上最年轻的名人战挑戰者，3：4负于张栩九段。第21届富士通杯上胜周俊勋。第9届國際新銳對抗賽上胜陈耀烨九段和林至涵八段。
- 2009年进入第22届富士通杯本赛，入选首届BC信用卡盃世界圍棋公開賽种子棋手。10月15日战胜张栩九段，从而以一败后四连胜的成绩夺取第34期名人头衔，刷新赵治勋20岁零5个月夺王座的最年少纪录（20岁零4个月），成为日本围棋史上最年轻的九段，并刷新最快升段纪录。
- 2011年5月16日勝李世石，5月18日勝古力獲得博賽杯金佛山國際圍棋超霸戰冠軍。(非公式戰)
- 2013年6月30日勝朴廷桓獲得亞洲杯電視圍棋快棋賽冠軍。
- 2015年12月25日勝黃雲嵩獲得阿含桐山杯中日冠軍對抗賽冠軍。
- 2016年6月30日勝高尾紳路獲得第二十六世本因坊稱號。
- 2016年7月28日勝村川大介獲得名譽碁聖稱號。
- 2017年第22届LG杯连胜李映九、周睿羊、杨鼎新、柯洁，成为日本十年来首次打入世界大赛决赛的选手。2018年2月5日至8日与谢尔豪进行决赛三番棋对决，1-2告负获得亚军。
- 2017年3月10日勝河野臨獲得名譽棋聖稱號。
- 2019年12月18日勝許家元獲得名譽天元稱號。
- 2021年第23届农心杯截至第二阶段四连胜，为日本选手历史最佳。
- 2024年12月6日勝芝野虎丸獲得名譽王座稱號

### 七大頭銜紀錄
| 頭銜   | 決賽模式 | 出賽 次數 | 奪冠 次數 | 奪冠期數                          | 奪冠年份                        | 連霸 | 所獲稱號       |
| ------ | -------- | --------- | --------- | --------------------------------- | ------------------------------- | ---- | -------------- |
| 棋聖   | 七盤四勝 | 13        | 9         | 第37-45期                         | 2013-21                         | 9    | 名譽棋聖       |
| 名人   | 七盤四勝 | 14        | 8         | 第34-35期，38-40期，42期，45-46期 | 2009-10，2013-15，2017，2020-21 | 3    |                |
| 本因坊 | 七盤四勝 | 12        | 11        | 第67-77期                         | 2012-22                         | 11   | 二十六世本因坊 |
| 王座   | 五盤三勝 | 12        | 10        | 第60-61期，63-66期，69-73期       | 2012-13，2015-18，2021-24       | 4    | 名譽王座       |
| 天元   | 五盤三勝 | 10        | 8         | 第37-39期，41-45期                | 2011-13，2015-19                | 5    | 名譽天元       |
| 碁聖   | 五盤三勝 | 11        | 10        | 第37-42期，46-49期                | 2012-17，2021-24                | 6    | 名譽碁聖       |
| 十段   | 五盤三勝 | 9         | 6         | 第49-50期，54-56期，62期          | 2011-12，2016-18，2024          | 3    |                |

登場期数合計81期、獲得頭銜合計62期（歷代第1）、獲得大三冠合計28期（歷代第2）

## 年表
| 年份/月份 | 棋聖                   | 十段           | 本因坊                    | 碁聖                  | 名人             | 王座                   | 天元                  | 一般棋戰  | 棋道賞                     | 獎金收入 （万円） | 備註                |
| 年份/月份 | 1-3月                  | 3-4月          | 5-7月                     | 6-8月                 | 9-11月           | 10-12月                | 10-12月               | 一般棋戰  | 棋道賞                     | 獎金收入 （万円） | 備註                |
| --------- | ---------------------- | -------------- | ------------------------- | --------------------- | ---------------- | ---------------------- | --------------------- | --------- | -------------------------- | ----------------- | ------------------- |
| 2002      |                        |                |                           |                       |                  |                        |                       |           |                            | (第297)           | 入段 升二段         |
| 2003      |                        |                |                           |                       |                  |                        |                       |           |                            | (第75)            | 升三段              |
| 2004      | 預選 敗退              |                | 二次預選 敗退             |                       | 二次預選 敗退    | 一次預選 敗退          | 預選A 敗退            |           |                            | (第41)            |                     |
| 2005      | 預選B 敗退             | 預選C 敗退     | 預選C 敗退                |                       | 最終預選 敗退    | 預選A 敗退             | 預選A 敗退            | 阿含      | 勝率 新人                  | 1748 (第12)       | 升四段 直升七段     |
| 2006      | 最終預選 敗退          | 預選B 敗退     | 最終預選 敗退             |                       | 預選A 敗退       | 本戰 4強               | 本戰 32強             | 中野杯    |                            | 969 (第16)        |                     |
| 2007      | 最終預選 敗退          | 預選B 敗退     | 最終預選 敗退             | 預選A 敗退            | 最終預選 敗退    | 本戰 8強               | 本戰 亞軍             | 新人王    |                            | 1485 (第10)       |                     |
| 2008      | B循環圈 第3            | 最終預選 敗退  | 最終預選 敗退             | 預選A 敗退            | 張栩 ooxxxox     | 本戰 亞軍              | 本戰 16強             | 大和杯    | 優秀 最多 秀哉             | 3209 (第7)        | 直升八段            |
| 2009      | A循環圈 第1            | 本戰 8強       | 預選A 敗退                | 本戰 亞軍             | 張栩 xoooo       | 本戰 4強               | 本戰 32強             | 大和杯    | 優秀 勝利 最多 秀哉        | 6244 (第4)        | 直升九段            |
| 2010      | B循環圈 第4            | 本戰 8強       | 初入循環圈 第2            | 本戰 4強              | 高尾紳路 oooo    | 本戰 4強               | 本戰 16強             | 大和杯    |                            | 5648 (第3)        |                     |
| 2011      | 張栩 xxxox             | 張栩 xoxoo     | 循環圈 第2                | 本戰 8強              | 山下敬吾 xoxxox  | 本戰 亞軍              | 結城聡 ooo            | 阿含 龍星 | 優秀 勝利 最多             | 9151 (第1)        |                     |
| 2012      | A循環圈 第1            | 張栩 ooxo      | 山下敬吾 ooxxoxo          | 羽根直樹 ooo          | 循環圈 第2       | 張栩 ooo               | 河野臨 ooo            | 龍星      | 最優秀 勝利 勝率 最多 秀哉 | 10620 (第1)       | 同時五冠            |
| 2013      | 張栩 ooxxoo            | 結城聡 oxxox   | 高尾紳路 oxxooxo          | 河野臨 xxooo          | 山下敬吾 xoooo   | 張栩 ooxo              | 秋山次郎 ooo          | 亞洲杯    | 最優秀 勝利 最多 國際 秀哉 | 16461 (第1)       | 同時六冠            |
| 2014      | 山下敬吾 oooxxo        | 本戰 亞軍      | 伊田篤史 oooxo            | 河野臨 xooxo          | 河野臨 oxxooo    | 村川大介 oxoxx         | 高尾紳路 oxoxx        | 阿含 棋戦 | 最優秀 秀哉                | 14078 (第1)       |                     |
| 2015      | 山下敬吾 oooxxxo       | 本战 8強       | 山下敬吾 oooxo            | 山下敬吾 oxoo         | 高尾紳路 oooo    | 村川大介 ooo           | 高尾紳路 ooo          | 阿含 棋戦 | 最優秀 勝利 連勝 秀哉      | 17212 (第1)       | 同時六冠            |
| 2016      | 山下敬吾 oooo          | 伊田篤史 ooxo  | 高尾紳路 xoooo 永世本因坊 | 村川大介 ooo 名譽碁聖 | 高尾紳路 xxxooox | 余正麒 ooo             | 一力遼 oxoo           |           | 最優秀 秀哉                | 13494 (第1)       | 同時七冠 保持197日  |
| 2017      | 河野臨 xooxoo 名譽棋聖 | 余正麒 ooxo    | 本木克弥 oooo             | 山下敬吾 ooo          | 高尾紳路 xoooo   | 一力遼 ooo             | 一力遼 ooo            | NHK       | 最優秀 連勝 國際 秀哉      | 15981 (第1)       | 年度七冠 仅失4局    |
| 2018      | 一力遼 oooo            | 村川大介 ooo   | 山下敬吾 xoooo            | 許家元 xxx            | 張栩 ooxoxxx     | 一力遼 xooxo           | 山下敬吾 oxoxo        | NHK       | 最優秀 秀哉                | 14696 (第1)       | 同時七冠 保持290日  |
| 2019      | 山下敬吾 oxooxxo       | 村川大介 oxxx  | 河野臨 xxoooo             | 本战 4強              | 循環圈 第3       | 芝野虎丸 xoxx          | 許家元 xoxoo 名譽天元 |           | 最優秀                     | 10825 (第1)       |                     |
| 2020      | 河野臨 oooxxo          | 本战 亞軍      | 芝野虎丸 oooxo            | 本战 16強             | 芝野虎丸 ooxoo   | 本战 4強               | 一力辽 xooxx          | NHK       | 最優秀                     | 12852 (第1)       | 大三冠              |
| 2021      | 河野臨 oooxo           | 本战 8強       | 芝野虎丸 oxxxooo          | 一力辽 oxxoo          | 一力辽 oxxoxoo   | 芝野虎丸 oxoxo         | 本戰 32強             |           | 最優秀 國際 秀哉           | 13385 (第1)       | 重回五冠 保持大三冠 |
| 2022      | 一力辽 xoxxoox         | 本战 16強      | 一力辽 oooo               | 一力辽 ooo            | 芝野虎丸 oxxxoox | 余正麒 ooo             | 本戰 8強              | 龙星      | 最優秀                     | 9158 (第1)        |                     |
| 2023      | S循环圈 第4            | 本战 亚军      | 一力遼 xxoxoox            | 一力辽 ooo            | 芝野虎丸 xxxoox  | 余正麒 oxxoo           | 本戰 8強              |           |                            |                   |                     |
| 2024      | 一力辽 xoxoxox         | 芝野虎丸 xoxoo | 本战 4强                  | 芝野虎丸 ooo          | 循環圈 第3       | 芝野虎丸 xooo 名譽王座 | 本戰 16强             |           |                            |                   |                     |
| 2025      | 一力辽 oxooxxx         | 芝野虎丸 xxx   | 本战 8强                  | 芝野虎丸 xoxoo        |                  |                        | 本戰 16强             |           |                            |                   |                     |

## 婚姻
2012年5月与日本女子将棋选手室田伊绪（两个人同年同月同日生）结婚，于2015年年底离婚。

## 荣誉

### 日本勋章奖章
- 紫绶褒章（2022年4月29日公布[12]）